# Сварка запасённой энергией
Сва́рка запасённой эне́ргией — разновидность сварки, использующая запасённую в аккумулирующем устройстве энергию.
При сварке с использованием запасённой энергией используется некий источник энергии, где она предварительно накапливается, после чего кратковременно используется для сварочных операций.
Существуют четыре разновидности этой сварки:
- конденсаторная,
- электромагнитная,
- инерционная,
- аккумуляторная.

Накопление энергии происходит соответственно в батарее конденсаторов, в магнитном поле специального сварочного трансформатора, во вращающихся частях генератора или в аккумуляторной батарее.